# هاردویل (کارولینای جنوبی)
هاردویل(به انگلیسی: Hardeeville) شهری در ایالت کارولینای جنوبی کشور ایالات متحده آمریکا است که جمعیت آن در سرشماری سال ۲۰۱۰ میلادی، ۲٬۹۵۲ نفر بوده‌است.